# Pieni Kotajärvi
Pieni Kotajärvi eller Kotajärvi är en sjö i Finland. Den ligger i kommunen Reisjärvi i landskapet Norra Österbotten, i den centrala delen av landet, 400 km norr om huvudstaden Helsingfors. Pieni Kotajärvi ligger 181 meter över havet. Arean är 27,4 hektar och strandlinjen är 3,17 kilometer lång. Sjön  ingår i Kalajoki älvs huvudavrinningsområde.   I omgivningarna runt Pieni Kotajärvi växer i huvudsak blandskog.
I övrigt finns följande kring Pieni Kotajärvi: